# Sertões veredas
Sertões veredas – tributo a miscigenacao (vertaling: 'reis door het achterland - ode aan rassenvermenging') is een suite, gecomponeerd door Egberto Gismonti. De suite vertelt het verhaal van de Braziliaanse volksmuziek vertaald naar klassieke muziek. Het is geschreven voor strijkorkest en beleefde haar eerste uitvoering in de Cubaanse hoofdstad Havana. Volgens de componist is een zevendelige suite in stijlen die het best vergeleken kunnen worden met de symfonie, sonatevorm en walsen (choro). Deze integratie naar meer Westers klinkende muziek is te vergelijken met de muziek die Heitor Villa-Lobos componeerde. Villa-Lobos deed dat overigens meer richting Bach (Bachianas brasileiras).

## Delen
1. Sertões veredas I is gebaseerd op een thema uit de fiddle-volksmuziek van Rio Grande do Sul met een aboios (veeroep), maar ook ritmen van een voorbijrijdende trein zijn te horen, opnieuw de stomende locomotief (Villa-Lobos integreerde die ritmen ook in zijn muziek). Het is niet alleen een teruggang naar het verleden, want af en toe zijn ook ritmen uit de minimal music te horen. Maar Wolfgang Amadeus Mozart en Vivaldi hebben aan het slot de overhand.
2. Sertões veredas II gaat meer de kant op van de muziek van Ludwig van Beethoven met een verwijzing naar de klassieke fuga en contrapunt. De thematiek is hier meer naar Europa gericht.
3. Sertões veredas III verwijst naar de inheemse Braziliaanse muziek uit Xingu met een afwisselende consonantie en dissonantie. Het klagende en tevens hoopvolle muziek, maar vooral in het begin heeft het een uitstraling van eenzaamheid. Tijdens de eerste kennismaking begreep Gismonti niets van de taal, ook muzikaal, die daar gesproken (gespeeld) werd. Voor de klaagzangen wordt de cello gebruikt. De muziek klinkt hier in tegenstelling tot de eeuwenlange tradities van de indianenstammen vrij modern. Er zijn bijvoorbeeld glissandi te horen.
4. Sertões veredas IV gaat verder waar Sertões veredas III gebleven is (een verwijzing naar de symfonie). Al snel gaat de muzikale stroming over naar meer abstracte muziek uit het moderne Brazilië, maar dan wel uit de tijd van de totstandkoming van de nieuwe stad Brasilia; het is een hommage aan deze stad en zijn leider Oscar Niemeyer. De samba-achtige muziek is aan het slot vermengd Franse impressionistische muziek uit het tijdperk van Debussy en Milhaud, opnieuw een vergelijking met de muziek van Villa-Lobos. (milhaud paste de techniek andersom toe; hij mengde Braziliaanse muziek met zijn Franse muziek). Het slot wordt gedomineerd door de cello.
5. Sertões veredas V is een kijk op filmmuziek. Het deel begint met het geluid van een karrenwiel en dan van binnenuit. Er is het geschuur te horen van de ijzeren as ten opzichte van het houten wiel. Daar waar de Ossenwagen van Modest Moessorgski (schilderijententoonstelling) massief aandoet, is het hier een fragiel geheel en wiegt de kar lichtjes. De muzikale stemmen komen in canonvorm vlak achter elkaar (na maat, zonder dat het thema is uitgespeeld). Als kar stond model, de kar uit de film Vidas Secas van Nelson Peraira dos Santos. Vervolgens komen moderne Braziliaanse ritmen aan bod en komt het karthema weer aan bod.
Vervolgens ontspint zich lieflijke muziek, een verwijzing naar Braziliaanse "jaren 50-films".
6. Sertões veredas VI is opgedragen aan het circus- en theaterleven, de muziekstijlen wisselen elkaar snel af, net als de soorten attracties binnen het circus met clowns, en trapezewerkers. Het slot gaat terug naar Sertoes veredas I.
7. Sertões veredas VI (Clown in the caravel) is het slotdeel, dat bestaat uit twee instrumentale liederen voor de twee kinderen van Gismonti, ook weer gebaseerd op inheemse Braziliaanse muziek. Een muziekstijl naar Igor Stravinski.

### Orkestratie
- violen, altviolen, celli, contrabassen

## Discografie
- Uitgave ECM Records, Carmo : Camerata Romeu o.l.v. Zenaida Romeu, een opname uit 2006